# Wörnitzstein

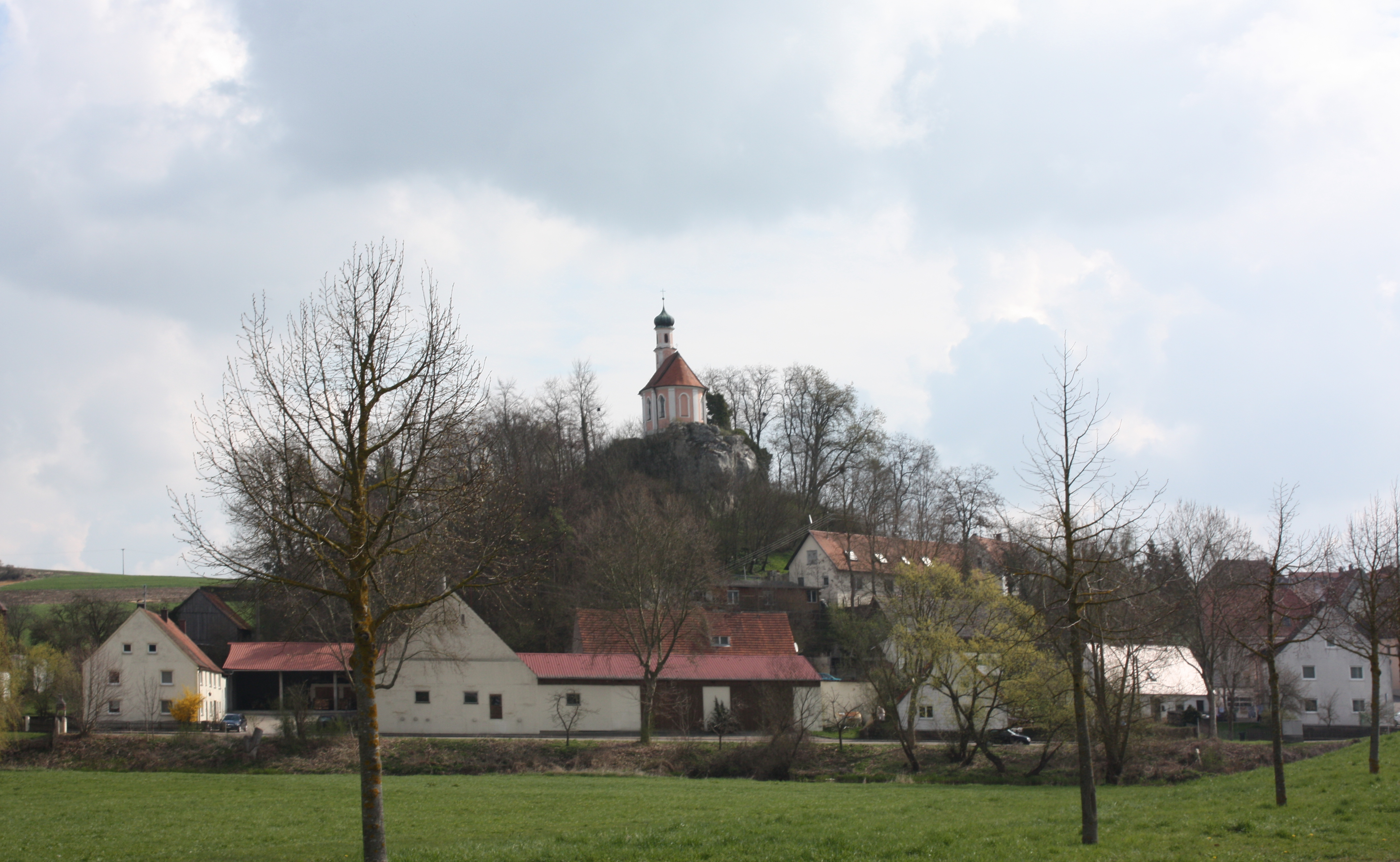
Blick auf Wörnitzstein und die Kalvarienbergkapelle von 1750

Wörnitzstein ist ein Pfarrdorf und ein Gemeindeteil der Großen Kreisstadt Donauwörth im schwäbischen Landkreis Donau-Ries (Bayern).
Zur Gemarkung gehören das Dorf Felsheim, die Weiler Dittelspoint, Huttenbach und Osterweiler und die Einöden Maggenhof (ehemals Maggerhof), Reichertsweiler und Schwarzenberg.

## Geschichte
Der Ortsname Stein ist nicht selten. Die erste Nennung, die sicher Wörnitzstein zugeordnet werden kann, liegt nach zwei Urkunden des Klosters Kaisheim zwischen Ende Juni 1214 und  20. September 1216. Erst ab etwa 1417 erscheint in den Urkunden beim Ortsnamen der Fluss Wörnitz ("Stain an der Werncz"), ab 1534 regelmäßig der heutige Ortsname Wörnitzstein. Dem 1526 in Augsburg geschlossenen Vertrag zu Streitigkeiten der Herzöge von Pfalz-Neuburg mit dem Kloster Kaisheim wegen Obrigkeit, Grenzmarkung, Vormundschaftsbestellung und Strafgerichtsbarkeit über die Leute und Güter des Klosters in Stein sind die damaligen Herrschaftsverhältnisse zu entnehmen.
Am 1. Juli 1972 wurde Wörnitzstein im Zuge der Kreisgebietsreform in Bayern dem Landkreis Donau-Ries, bis zum 1. Mai 1973 mit der Bezeichnung Landkreis Nördlingen-Donauwörth, zugeschlagen. Mit Abschluss der Gemeindegebietsreform wurde Wörnitzstein am 1. Januar 1978 in die Große Kreisstadt Donauwörth eingemeindet.

## Religion

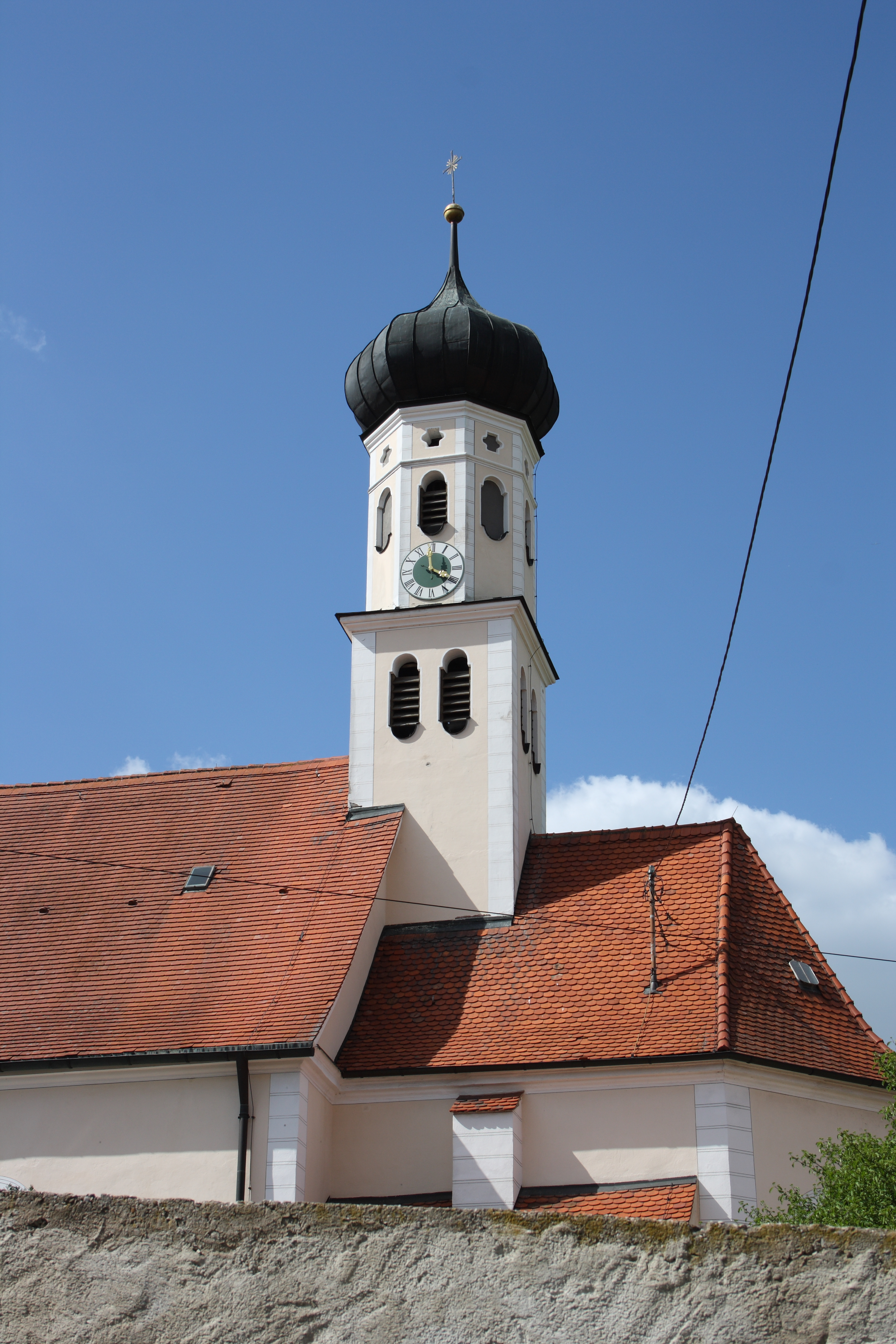
St. Martin

Bereits 1216 erschien ein Pfarrer Rüdiger von Stein als Zeuge in einer Urkunde des Klosters  Kaisheim (Die Urkunden des Reichsstiftes Kaisheim, Nr. 30, S. 23f., Giengen, 1216, vor August 3).
Die katholische Pfarrei Sankt Martin in Wörnitzstein gehört zur Pfarreiengemeinschaft Donauwörth-Riedlingen im Dekanat Donauwörth im Bistum Augsburg.
Zur Pfarrei gehören auch Felsheim, Dittelspoint, Huttenbach, Osterweiler, Maggenhof, Reichertsweiler und Schwarzenberg.

## Baudenkmäler
- Katholische Pfarrkirche St. Martin
- Kalvarienbergkapelle, erbaut 1750

## Verkehr

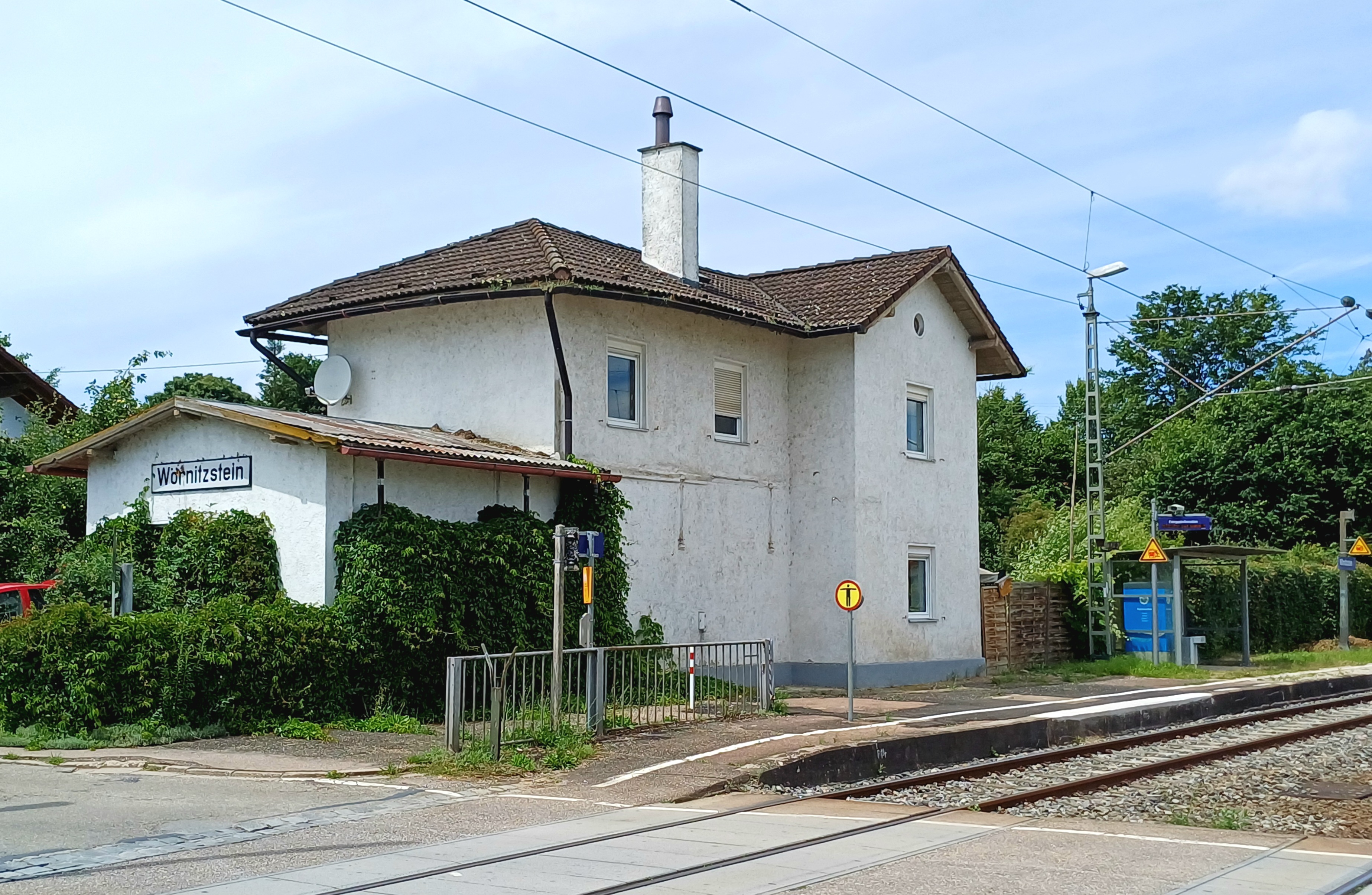
Bahnhof Wörnitzstein

Der Bahnhof Wörnitzstein liegt an der Riesbahn.

## Vereine
Wörnitzstein zeichnet sich durch ein sehr aktives Vereinsleben aus; u. a. sind die „Schulhausjugend“, der örtliche Sportverein SV Wörnitzstein-Berg e. V. und die Musikkapelle Wörnitzstein im Ort aktiv.